# Karl Alexander av Lothringen
Karl Alexander av Lothringen, född 12 december 1712, död 4 juli 1780, var en österrikisk hertig och militär. Han var ståthållare i Österrikiska Nederländerna 1744-1780.

## Biografi
Son till hertig Leopold av Lothringen, och Elisabeth Charlotte av Orléans. När hans äldre bror Frans Stefan, hertig av Lothringen, år 1737 gifte sig med Österrikes tronföljare Maria Teresia, dotter till kejsar Karl VI, gick Karl Alexander in i den kejserliga armén. Han blev 1740 österrikisk marskalk. 
Karl Alexander deltog i österrikiska tronföljdskriget, där han besegrades vid Chotusitz, Hennersdorf, Hohenfriedberg och Rocoux, men även hade vissa framgångar mot Fredrik II av Preussen 1744, vilket gav Maria Teresia överdrivet höga tankar om hans fältherreförmågor.
Under sjuårskriget förlorade han slaget vid Prag, vann slaget vid Breslau men förlorade slaget vid Leuthen. Efter detta ersattes han av Leopold Joseph Daun. 
Karl Alexander gifte sig 7 januari 1744 med sin svägerska, Maria Teresias syster Maria Anna av Österrike, och blev genom giftermålet generalguvernör över Österrikiska Nederländerna, (nuvarande Belgien): tillsammans med henne 1744, och efter hennes död ensam regent över Belgien 1748-1780.